# 50.000 lire

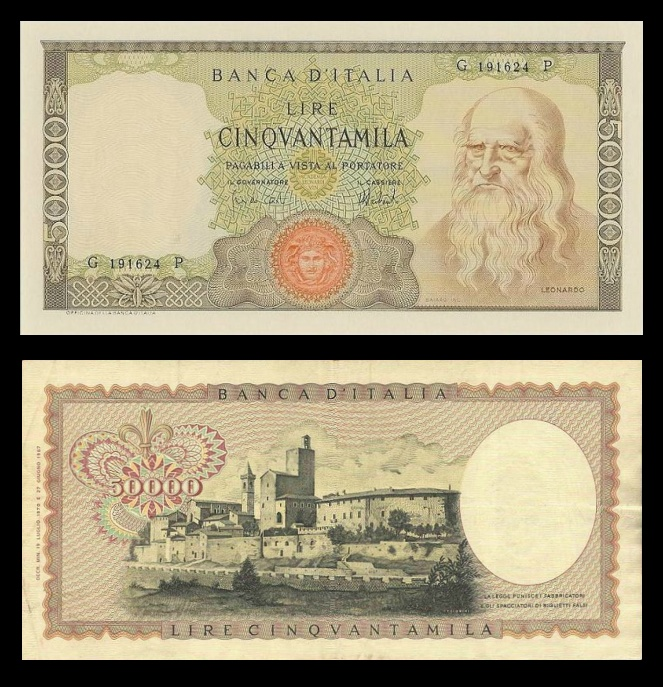
La prima banconota da 50.000 lire, detta Leonardo, emessa dal 1967 al 1974

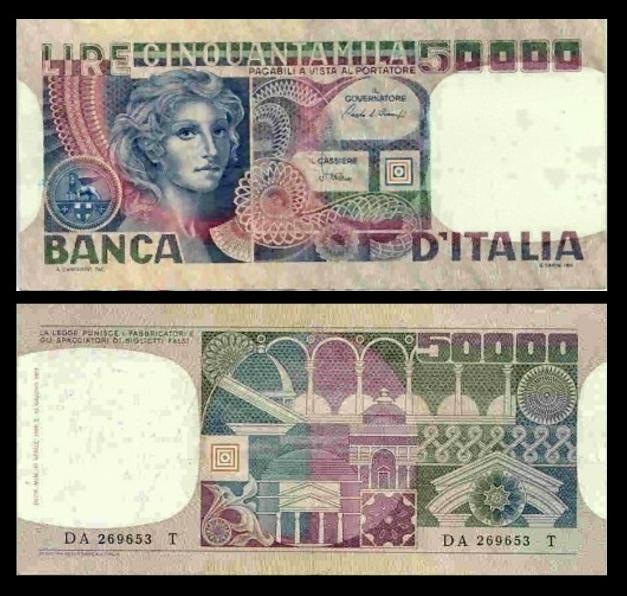
La banconota da 50.000 lire, detta Volto di donna, emessa dal 1977 al 1982.

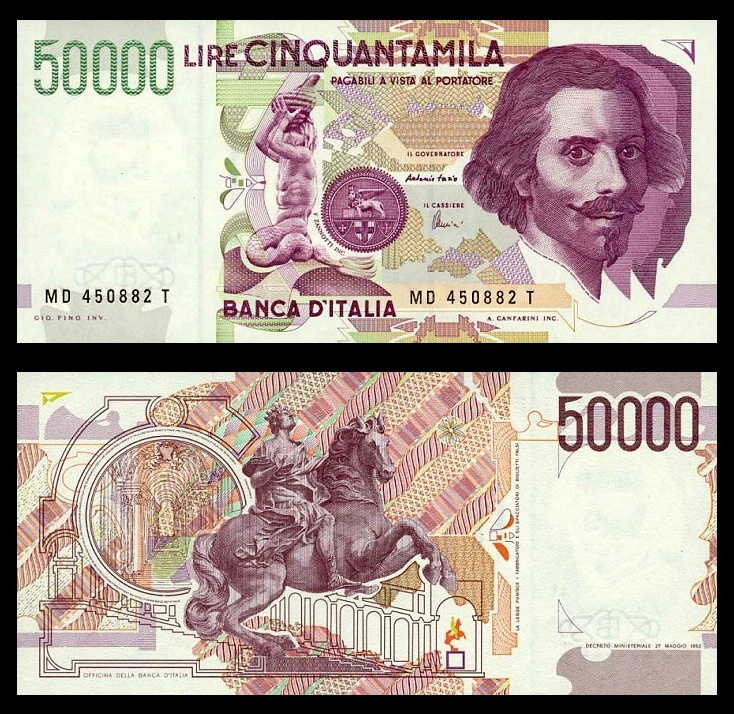
L'ultima banconota da 50.000 lire, detta Bernini (II tipo), emessa tra il 1992 ed il 1999.

La banconota da 50.000 lire è stata uno dei tagli di cartamoneta della lira italiana circolante prima dell'introduzione dell'euro, stampata in diverse emissioni dal 1967 fino al 1999.

## Prima serie: Leonardo
La contestuale emissione di biglietti da 50 000 e 100 000 lire venne decisa per la prima volta dal governo di Aldo Moro e dal ministro del Tesoro Emilio Colombo. A quei tempi il valore di 50 000 lire era alquanto elevato, corrispondente, secondo gli indici ISTAT, ad un controvalore odierno di circa 500 euro.
La banconota venne stampata tra il 1967 ed il 1974 presso l'Officina Carte Valori della Banca d'Italia; fu incisa da Trento Cionini. Nella filigrana è raffigurata la Sant'Anna di Leonardo. Dal 1970 la banconota è stata stampata su carta contenente fibrille fluorescenti. Questa banconota uscì di corso il 31 marzo 1979.

## Seconda serie: volto di donna
Nel corso degli anni Settanta la crisi petrolifera e la liberalizzazione del mercato internazionale dei cambi colpirono pesantemente la lira, che perse oltre la metà del suo valore. Fu così che il governo di Giulio Andreotti e del ministro del Tesoro Gaetano Stammati si trovarono nella necessità di emettere nuovi pezzi da 50 000 e 100 000 lire, essendo stati i vecchi pesantemente esposti all'inflazione e alla contraffazione.
La nuova banconota da 50.000 lire fu stampata su carta contenente fibrille fluorescenti presso l'Officina della Banca d'Italia dal 1977 al 1982 e uscì di corso il 1º dicembre 1986. Il retro mostra un'elaborazione sul tema dell'architettura. Vi si riconoscono un prospetto del Pantheon, uno della Cappella dei Pazzi a Firenze, ecc.

## Terza serie: Bernini primo tipo
Il fenomeno inflazionistico non diminuì, ma anzi si esacerbò nei primi anni Ottanta, raggiungendo un tasso del 20%. La somma di 50 000 lire del 1983 equivaleva in potere d'acquisto a quella di 7.500 lire del 1967. Il governo di Bettino Craxi e del ministro del Tesoro Giovanni Goria decise quindi di rinnovare tutte le banconote circolanti nel paese.
Il nuovo biglietto aveva in filigrana la testa del Bernini ed il monogramma della Banca d'Italia. Fu stampato dal 1984 su carta contenente fibrille fluorescenti presso l'Officina della Banca d'Italia. Questa banconota è uscita di corso il 5 febbraio 1996. La banconota conteneva un filo metallico verticale di sicurezza.
Nel frattempo, comunque, la svalutazione non accennò a rallentare: nel 1990 le banconote da 50 000 e 100 000 lire arrivarono ad un valore d'acquisto pari a quelle da 5000 e 10 000 lire nel 1967.

## Quarta serie: Bernini secondo tipo
Nel periodo dell'insediamento al governatorato della Banca d'Italia di Antonio Fazio, che sostituì Carlo Azeglio Ciampi nel 1993, si decise di apporre lievi modifiche a questa ed alla banconota da 100.000 lire (Caravaggio). Il biglietto è molto simile al precedente. I tipi principali sono identici (Bernini e statua di Costantino), mentre lo sfondo è più complesso per rendere più difficile la falsificazione. I fili metallici sono ora due e su uno è riportata la scritta BANCA D'ITALIA. Sotto al collo di Bernini, in microscrittura, c'è la scritta GIAN LORENZO BERNINI 1598-1680 ripetuta. Immessa in circolazione il 1º dicembre 1992, è fuori corso dal 28 febbraio 2002.
Sul verso si vede un profilo della Fontana del Tritone a Roma.